# 2016 في مصر
فيما يلي قوائم الأحداث التي وقعت خلال عام 2016 في مصر.

## أحداث
- 11 ديسمبر – حادث الكنيسة البطرسية
- 14 أكتوبر – هجوم كمين بئر العبد

## رياضة
- 2 يناير – طواف مصر 2016 الفائزون Adne van Engelen [الإنجليزية]‏، Mounir Makhchoun [الإنجليزية]‏، Pascal Aandewiel ‏، فريق المغرب لركوب الدراجات 2016.

## أفلام
من الأفلام التي صدرت هذه السنة في مصر:
- 1 يناير – اشتباك من إخراج محمد دياب.
- 1 يناير – البارون من إخراج طه الحكيم.
- 1 يناير – حسن وبقلظ من إخراج وائل إحسان.
- 1 يناير – علي معزة وإبراهيم
- 1 يناير – كلب بلدي
- 1 يناير – هيبتا من إخراج هادي الباجوري.
- 6 يناير – من ضهر راجل من إخراج كريم السبكي.
- 20 يناير – كدبة كل يوم
- 27 يناير – أسد سيناء
- 3 فبراير – الهرم الرابع
- 17 فبراير – المشخصاتي 2
- 2 مارس – الثمن
- 7 أبريل – شكة دبوس من إخراج أحمد صالح.
- 5 يوليو – 30 يوم في العز
- 5 يوليو – جحيم في الهند من إخراج معتز التوني.
- 5 يوليو – عسل أبيض
- 6 يوليو – أبو شنب
- 6 يوليو – من 30 سنة من إخراج عمرو عرفة.
- 3 أغسطس – الباب يفوت امل
- 7 أغسطس – الماء والخضرة والوجه الحسن من إخراج يسري نصر الله.
- 27 أغسطس – سطو مثلث من إخراج محمد يونس.
- 11 سبتمبر – حملة فريزر
- 12 سبتمبر – عشان خارجين
- 19 نوفمبر – البر التاني من إخراج أحمد شفيق القدومي، علي إدريس.

## موسيقى

### ألبومات
من الألبومات التي صدرت هذه السنة في مصر:
- 28 أبريل – أحلى وأحلى من غناء عمرو دياب.

## وفيات

### يناير
- 2 يناير – ممدوح عبد العليم (مواليد 1956) ممثل مصري.
- 9 يناير – حمادة إمام (مواليد 1943) لاعب كرة قدم مصري.
- 30 يناير – فيروز (مواليد 1943) لولا.

### فبراير
- 4 فبراير – راغب مصطفى غلوش (مواليد 1938)
- 16 فبراير – بطرس بطرس غالي (مواليد 1922)
- 17 فبراير – محمد حسنين هيكل (مواليد 1923) صحفي مصري.

### أبريل
- 13 أبريل – سيد زيان (مواليد 1956) ممثل مصري.

### يوليو
- 26 يوليو – محمد خان (مواليد 1942) مخرج أفلام مصري.

### أغسطس
- 2 أغسطس – أحمد زويل (مواليد 1946) عالم مصري حائز على جائزة نوبل في الكيمياء.
- 11 أغسطس – حمدي البنبي (مواليد 1935) مهندس مصري.

### أكتوبر
- 1 أكتوبر – نعمات أحمد فؤاد كاتب مصري.

### نوفمبر
- 12 نوفمبر – محمود عبد العزيز (مواليد 1946) ممثل مصري.
- 21 نوفمبر – يحيى الجمل (مواليد 1930) محامي مصري.

### ديسمبر
- 13 ديسمبر – زبيدة ثروت (مواليد 1940) ممثلة مصرية.
- 14 ديسمبر – أحمد راتب (مواليد 1949) ممثل مصري.
- 30 ديسمبر – محمد دياب العطار (مواليد 1927) لاعب كرة قدم مصري.